# کد گیاس
کد گیاس: لولوش شورشی (ژاپنی: コードギアス 反逆のルルーシュ هپبورن: Kōdo Giasu: Hangyaku no Rurūshu) نام یک مجموعه تلویزیونی انیمه ژاپنی به نویسندگی و کارگردانی ربین گامی است که از محصولات استودیوی سانرایز به‌شمار می‌رود. طراحی شخصیت‌های انیمه کار گروه مانگاکای کلمپ است. داستان مجموعه درباره ولیعهد سابق بریتانیا، لولوش لامپروژ (لولوش وی بریتانیا) است که صاحب قدرت فوق‌العاده‌ای به نام گیاس (قدرت شاهی) می‌شود و تصمیم می‌گیرد از این نیرو برای نابودی امپراتوری بریتانیا برای پایان دادن به ظلم و ستم استفاده کند.
اولین قسمت این مجموعه در تاریخ ۵ اکتبر ۲۰۰۶ از شبکه ام‌بی‌اس پخش شد؛ و آخرین قسمت آن در ۲۸ ژوئیه ۲۰۰۷ پخش گردید. فصل دوم این مجموعه نیز با نام کد گیاس: لولوش شورشی آر۲ به تعداد ۲۵ قسمت ساخته شد، که پخش آن از ۶ آوریل ۲۰۰۸ تا ۲۸ سپتامبر ۲۰۰۸ ادامه داشت.
کد گیاس در ششمین مراسم جایزه انیمه توکیو در سال ۲۰۰۷، به همراه دفتر مرگ و رؤیاهای هاروهی سوزومیا برندهٔ جایزهٔ بهترین مجموعهٔ تلویزیونی شد.
سری دوم این مجموعه، کد گیاس: لولوش شورشی R2، در هشتمین مراسم جایزه انیمه توکیو در سال ۲۰۰۹، در کنار «مکراس فرانتیر» جایزهٔ بهترین مجموعهٔ تلویزیونی را کسب کرد.کد گیاس (آکتیو تبعیدی) نیز به عنوان "قسمت دو و نیم کد گیاس" به صورت پنج سینمایی منتشر شده‌است. بر طبق آخرین اخبار قرار است پس از سه سینمایی که خلاصه فصل‌های قبل کد گیاس را روایت می‌کردند، ادامه یا به عبارتی فصل سوم انیمه کد گیاس در سال ۲۰۱۹ پخش شود. این ادامه، سینمایی با عنوان کد گیاس: رستاخیز لولوش Code Geass: Lelouch of the Resurrection بود که به عنوان یک انیمه سینمایی خوب عمل کرد؛ولی برای ادامه سریال، ناامید کننده بود. منتقدان از کیفیت داستان و پایان بندی انیمه نسبت به مجموعه اصلی انتقاد کردند.

## شخصیت‌ها
- لولوش لامپروژ (لولوش بریتانیایی) (ルルーシュ・ランペルージ Rurūshu Ranperūji - Lelouch Lamperouge)
- سوزاکو کوروروگی (枢木 スザク Kururugi Suzaku)
- C.C.‎‏ (シー・ツー Shī Tsū،‏ C2 تلفظ می‌شود)
- نانالی لامپروژ (ナナリー・ランペルージ Nanarī Ranperūji - Nunnally Lamperouge)
- کارن کوزوکی (紅月カレン Kōzuki Karen - Kallen Kōzuki)